# Annette von Boetticher
Annette von Boetticher (* 1955 in Halle (Saale)) ist eine deutsche Historikerin, Autorin und Herausgeberin. In Hannover arbeitet sie als wissenschaftliche Mitarbeiterin beim Niedersächsischen Institut für Historische Regionalforschung und ist Lehrbeauftragte am Historischen Seminar der Gottfried Wilhelm Leibniz Universität Hannover.

## Leben
Annette von Boetticher machte 1980 ihren Magisterabschluss in den Fächern Geschichte, Anglistik und Historische Hilfswissenschaften. Anschließend arbeitete sie bis 1982 als wissenschaftliche Mitarbeiterin zunächst bei der Historischen Kommission für Niedersachsen und Bremen. 1983 veröffentlichte sie ihre Recherchen zum Lehnsregister der Herren von Bortfeld und Hahnensee und schloss ihre Studien 1989 an der Universität Hannover mit einer Dissertation zum Zisterzienserkloster Riddagshausen. Nach kurzer Tätigkeit am Historischen Seminar der Universität Hannover wurde von Boetticher freiberuflich tätig und erhielt seitdem verschiedene wissenschaftliche Forschungsaufträge.
Seit 2002 ist Annette von Boetticher in Hannover als wissenschaftliche Mitarbeiterin beim Niedersächsischen Institut für Historische Regionalforschung tätig. Dort ist sie zuständig für die „Geschichte des Mittelalters, Niedersächsische Landesgeschichte, Kirchen- und Ordensgeschichte, Adelsforschung, Archivrecherchen [sowie] Transkription, Übersetzung und Edition mittelalterlicher und neuzeitlicher Quellen“.
Seit 2003 arbeitet von Boetticher zusätzlich als Lehrbeauftragte am Historischen Seminar der Universität Hannover.
Nachdem die Stadt Hannover in jüngerer Zeit „seinen großen Sohn Gottfried Wilhelm Leibniz (1646–1716) neu“ entdeckte, beteiligte sich Annette von Boetticher 2006 an einem Katalog der Büchersammlungen der Leibnizzeit in der Gottfried-Wilhelm-Leibniz-Bibliothek, veröffentlichte 2008 ihren Leibniz für Kinder und 2009 eine gemeinsam mit 19 Studenten des Historischen Seminars erarbeitete, kostenlos herausgegebene Broschüre „Leibniz und Hannover – dem Universalgenie auf der Spur“, einen Rundgang durch die niedersächsische Landeshauptstadt, der beispielsweise auch zu einem zweiten „Leibniztempel“ in der Leibniz-Schule im Stadtteil List führt.

## Schriften (Auswahl)
- Das Lehnregister der Herren von Bortfeld und von Hahnensee aus dem Jahre 1476. Edition und Kommentar, in der Reihe Veröffentlichungen des Instituts für Historische Landesforschung der Universität Göttingen, Bd. 18, Hildesheim: Lax, 1983, ISBN 3-7848-3648-8
- Gütererwerb und Wirtschaftsführung des Zisterzienserklosters Riddagshausen bei Braunschweig im Mittelalter, zugleich Dissertation 1989 an der Universität Hannover, in der Reihe Braunschweigisches Jahrbuch im Auftrag des Braunschweigischen Geschichtsvereins / Beihefte, Band 6, [Braunschweig]: Braunschweigischer Geschichtsverein, 1990, ISBN 3-928009-00-1
- Niedersachsen zwischen Kriegsende und Landesgründung. Befreiung, Neubeginn und Demokratisierung in den Ländern Braunschweig, Hannover, Oldenburg und Schaumburg-Lippe, hrsg. von der Niedersächsischen Landeszentrale für Politische Bildung, Niedersachsen: Niedersächsische Landeszentrale für Politische Bildung, 2004
  - unveränderte Neuauflage, Hannover: ecrivir, 2005, ISBN 3-938769-00-9
- Orden und Klöster im Zeitalter von Reformation und katholischer Reform, in der Reihe Katholisches Leben und Kirchenreform im Zeitalter der Glaubensspaltung;
  - Band 65, Münster: Aschendorff, 2005, ISBN 3-402-02986-3
  - Band 67, mit Beiträgen von Annette von Boetticher u. a.: Münster: Aschendorff, 2007, ISBN 978-3-402-11085-0 und ISBN 3-402-11085-7
- Leibniz und seine Bücher, Katalog der Büchersammlungen der Leibnizzeit in der Gottfried-Wilhelm-Leibniz-Bibliothek, bearbeitet von Thomas Fuchs, mit Beiträgen von Annette von Boetticher und Karin Hartbecke, in der Reihe Schriften der Gottfried-Wilhelm-Leibniz-Bibliothek, Band 2, Hameln: Niemeyer, 2006, ISBN 978-3-8271-8902-8 und ISBN 3-8271-8902-0
- Wissenschaftliches Arbeiten im Geschichtsseminar. Eine Checkliste, Hannover: Hahn, 2007, ISBN 978-3-7752-6125-8 und ISBN 3-7752-6125-7
- Annette Antoine, Annette von Boetticher: Leibniz-Zitate, Göttingen: MatrixMedia, 2007, ISBN 978-3-932313-21-9 und ISBN 3-932313-21-6
- Annette Antoine, Annette von Boetticher: Leibniz für Kinder, in der Reihe Kollektion Olms junior, [Hildesheim, Zürich, New York, NY]: Olms, 2008, ISBN 978-3-487-08820-4
- Klaus Fesche (Hrsg.): Die Urkunden des Neustädter Landes, zusammengestellt von Klaus Fesche, bearbeitet, übersetzt und eingeleitet von Annette von Boetticher, im Auftrag des Museumsvereins Neustädter Land e. V., Bielefeld: Verlag für Regionalgeschichte, 
  - Band 1: 889–1302, in der Reihe Quellen zur Regionalgeschichte, Band 8, 2002, ISBN 3-89534-441-9
  - Band 2: 1303–1388, [Text teilweise in deutsch, teilweise lateinisch] in der Reihe Quellen zur Regionalgeschichte, Band 13, 2008, ISBN 978-3-89534-723-8
- Warum müssen Ostereier bunt sein?, mit Illustrationen von Heike Laufenburg, Willebadessen: Zwiebelzwerg-Verlag, 2010, ISBN 978-3-86806-089-8 und ISBN 978-3-86806-144-4
- Hoffmannstadt Fallersleben. Zeitreise durch ein Jahrtausend, hrsg. von der Stadt Wolfsburg, mit Beiträgen von Annette von Boetticher, Martin Stöber und Werner Strauß, Braunschweig: Appelhans, 2010, ISBN 978-3-941737-38-9
- Erwin Stein, Annette von Boetticher (Hrsg.): Leibniz aktuell an der Leibniz Universität Hannover. Dokumentation einer Veranstaltung vom 1. Juli 2010, 1. Auflage in der Reihe Universität Hannover / Leibniz-Stiftungsprofessur: Hefte der Leibniz-Stiftungsprofessur, Bd. 1, Hannover: Wehrhahn, 2011, ISBN 978-3-86525-501-3
- Wiebke Dannecker, Sigrid Thielking (Hrsg.): Öffentliche Didaktik und Kulturvermittlung, mit Beiträgen von Annette von Boetticher u. a., in der Reihe Hannoversche Beiträge zu Kulturvermittlung und Didaktik, Bd. 2, Bielefeld: Aisthesis, 2012, ISBN 978-3-89528-889-0
- Kiyoshi Sakai, Annette von Boetticher: Leibniz' Grundprinzipien zu einer gerechten Sozialpolitik, 1. Auflage, Bad Münder am Deister: Leibniz-Bücherwarte, 2012, ISBN 978-3-925237-20-1